# 国務省長官 (ローマ教皇庁)
国務省長官（こくむしょうちょうかん、ラテン語: Secretarius Status Sanctitatis Suae、イタリア語: Segretario di Stato di Sua Santità）は、ローマ教皇庁の国務省の長。国務長官と呼称される場合もある。ローマ教皇の上級顧問として活動し、枢機卿でなければならない。ローマ教皇庁の内政・外交的活動に責任を負うが、バチカン市国の領域における行政権はバチカン市国委員会議長（行政庁長官兼任）が担う。
教皇が死亡・退任した場合は長官も共に退任しなければならない。新教皇が即位すると、元長官も再任できる可能性がある。

## 変遷
外交使節団との連絡及びその他の外交業務を処理するために、16世紀初頭に教皇レオ10世によって創設された秘書長が起源である。この頃、国務省長官の地位は閑職であり、教皇の親族が職権を握っていた。
しかし、ユリウス3世から寵愛を受けたインノチェンツォ・チョッキ・デル・モンテが甥の枢機卿に就任したことで、国務省長官が職権に分担された。後に インノケンティウス10世の治世には枢機卿が国務省長官に就任する慣例が作られた。1692年にインノケンティウス12世が、勅書「ロマーヌム・デチェット・ポンティフィチェム」（Romanum decet Pontificem）において教皇が親族に利権の譲渡の禁止を明文化したことで、国務省長官の職権が強化された。
1973年には教皇パウロ6世が教皇庁尚書院を廃止させたことによって、尚書院が保持していた教皇勅書の権限も国務省長官に引き継がれた。

## 国務省長官の一覧

### 近代以降
† :在職中に死去
| 代   | 肖像         | 名前                                                                       | 就任日         | 退任日          | 教皇                 |
| ---- | ------------ | -------------------------------------------------------------------------- | -------------- | --------------- | -------------------- |
| 41   |              | アレッサンドロ・フランキ Alessandro Franchi (1819–1878)                    | 1878年3月5日   | 1878年7月31日†  | レオ13世             |
| 42   |              | ロレンツォ・ニーナ Lorenzo Nina (1812–1885)                                | 1878年8月9日   | 1880年12月16日  | レオ13世             |
| 43   |              | ルイージ・ジャコビーニ Luigi Jacobini (1832–1887)                          | 1880年12月16日 | 1887年2月28日†  | レオ13世             |
| 44   |              | マリアーノ・ランポッラ Mariano Rampolla (1843–1913)                        | 1887年7月2日   | 1903年7月20日   | レオ13世             |
| 45   |              | ラファエル・メリー・デル・ヴァル Rafael Merry del Val (1865–1930)          | 1903年11月12日 | 1914年8月20日   | ピウス10世           |
| 46   |              | ドメニコ・フェラータ Domenico Ferrata (1847–1914)                          | 1914年9月4日   | 1914年10月10日† | ベネディクトゥス15世 |
| 47   |              | ピエトロ・ガスパッリ Pietro Gasparri (1852–1934)                           | 1914年10月13日 | 1930年2月7日    | ベネディクトゥス15世 |
| 48   |              | エウジェニオ・パチェッリ Eugenio Pacelli (1876–1958)                       | 1930年2月9日   | 1939年2月10日   | ピウス11世           |
| 49   |              | ルイージ・マリオーネ Luigi Maglione (1877–1944)                            | 1939年3月10日  | 1944年8月22日†  | ピウス12世           |
| 空位 |              |                                                                            |                |                 |                      |
| 50   |              | ドメニコ・タルディーニ Domenico Tardini (1888–1961)                        | 1958年12月15日 | 1961年7月30日†  | ヨハネ23世           |
| 51   |              | アムレート・ジョバンニ・チコニャーニ Amleto Giovanni Cicognani (1883–1973) | 1961年8月12日  | 1969年4月30日   | ヨハネ23世           |
| 52   |              | ジャン＝マリー・ヴィヨ Jean-Marie Villot (1905–1979)                       | 1969年5月2日   | 1979年3月9日†   | パウロ6世            |
| 53   |              | アゴスティーノ・カサロリ Agostino Casaroli (1914–1998)                     | 1979年7月1日   | 1990年12月1日   | ヨハネ・パウロ2世    |
| 54   |              | アンジェロ・ソダノ Angelo Sodano (1927–2022)                               | 1991年6月29日  | 2006年9月15日   | ヨハネ・パウロ2世    |
| 55   |              | タルチジオ・ベルトーネ Tarcisio Bertone (1934–)                            | 2006年9月15日  | 2013年10月15日  | ベネディクト16世     |
| 56   |              | ピエトロ・パロリン Pietro Parolin (1955–)                                  | 2013年10月15日 | 2025年4月21日   | フランシスコ         |
| 暫定 | 2025年5月9日 | ピエトロ・パロリン Pietro Parolin (1955–)                                  | （暫定）       | レオ14世        |                      |